# Bonfire (гурт)
Bonfire (англ. Багаття) — рок-гурт з Німеччини, який був однією з головних складових німецького експорту тяжкого металу на рівні зі Scorpions та Accept. Жанр можна визначити як хеві-метал, з великою кількістю рок-балад, що деякою мірою свідчить про орієнтацію творчості гурту на північноамериканський ринок. Творчість гурту можна порівняти з такими виконавцями, як Dokken, Def Leppard, Bon Jovi, Survivor.

## Історія
1972 року молодий гітарист Ганс Ціллер разом зі своїм братом Карлом та друзями організували гурт Cacumen. Назва гурту була навіяна шкільним іспитом Ганса, з латині це можна перекласти як «вершина гори». Наступні шість років гурт у різних складах виступав в рідному Інгольштадті і навіть здобув там певну популярність.
Більш-менш постійний склад з'явився в 1978 році, коли до гурту прийшов Клаус Лессманн. Гурт випустив сингл Riding Away і почав намагатися отримати визнання поза межами міста. Для цього вони виступали усюди: в клубах, школах, навіть на парковках. Проте, все, чого вони змогли досягти — це підписати контракт з маловідомою незалежною студією звукозапису. У цей час Карл Ціллер залишив гурт.
Але кількість фанів гурту зростала у прямій залежності від їх виступів, і врешті решт гурт у 1985 році зміг підписати контракт з компанією BMG. Це призвело до кардинальних змін у складі, іміджі гурту, також за вимогою компанії, назва була змінена на Bonfire (компанія вважала, що попередня назва дуже складна для пересічного слухача й непридатна з точки зору впізнаваності й продаваності).
У червні 1986 року вийшов дебютний альбом Don’t Touch the Light, який мав певний успіх.
У 1987 році було випущено найуспішніший альбом Bonfire Fire Works, який отримав золотий статус (як барабанщик у записі брав участь Кен Мэрі з Fifth Angel). Він ознаменував прорив у Німеччині, і гурт став відомим за її межами, чому сприяла робота на розігріві в гурту Judas Priest у його турі Ram It Down, і в європейському турне ZZ Top.
Між другим та третім альбомом у гурті відбулися значні зміни. Через проблеми зі здоров'ям гурт покинув Хорст Маєр-Торн. Через проблеми з менеджментом, у середині запису третього альбому вимушений був піти засновник гурту Ганс Ціллер, він створив власний проект Ez Livin. Прикметно, що, залишаючи гурт, який він сам створив, Ганс керувався не власними інтересами, а інтересами гурту.
Гурт записав третій альбом, а в 1991 році й четвертий. Вони мали непоганий успіх, особливо на фоні поголовного захоплення гранжем.
Після цього альбому, який, незважаючи на успіх, не приніс прориву на американський ринок, гурт залишив і вокаліст Клаус Лессманн. Разом з Гансом Ціллером вони створили німецькомовний проект Lessmann/Ziller, який випустив декілька синглів та міні-альбом «Glaub Dran».
Члени гурту, які залишились, намагались відродити колектив, проте у червні 1994 року гурт розвалився.
1995 року Клаус і Ганс придбали (за іншою інформацією, відсудили) право на назву «Bonfire» та права на пісні періоду 1986—1992 років у BMG і відтворили колектив. Так чи інакше, це обійшлося їм у чималі гроші.
Після цього гурт випустив низку альбомів, які мали певний успіх.
2005-го року гурт організував у рідному місті Інгольштадті благочинний концерт Rock for Asia, щоб допомогти постраждалим від руйнівного цунамі в Індонезії. Було зібрано близько 100 000 євро
Своє 20-річчя гурт Bonfire відзначив ювілейним туром та випуском альбому з символічною назвою «Double X». Його концертна версія  «Double Vision» вийшла у 2007 році, а 2008-го колектив замахнувся на створення рок-опери «The Raeuber», поставленої на основі твору Фрідріха Шіллера.
2009-го до гурту повертається Домінік Хюльхорст.
2010-го Bonfire підписує угоду з авторитетним лейблом Universal Music у сподіванні на кращі результати ніж з попереднім BMG. Проте ця співпраця тривала не більше кількох місяців, упродовж неї було видано лише сингл з Національним Гімном Німеччини для тогорічного Чемпіонату Світу з Футболу.
2011-й позначено в дискографії гурту випуском на LZ Records та Sony Music студійника "Branded" та концертного альбому  Fireworks Still Alive.
2012-го зі складу знову виходить Домінік Хюльхорст. На його місце стає Гаррі Райшманн.
2013-го виходить 13-й студійний альбом Schanzerherz з каверами на відомі рок-твори, в тому числі й власні.
Bonfire не зміг стати грандом світової рок-сцени через постійні зміни складу, проблеми з менеджментом, і достатньо пізній початок кар'єри — на той час Рок-музика поступово виходила з моди. Проте, гурт реалізував 6 мільйонів дисків по всьому світу, гурт має дійсно помітні пісні, свій неповторний (перш за все, завдяки голосу Клауса Лессманна) стиль і продовжує роботу і сьогодні.

## Дискографія

### Cacumen (1972—1986)
- 1979: Riding Away (single)
- 1981: Cacumen
- 1983: Bad Widow
- 1985: Longing for You EP

### Bonfire (1986 — наш час)

#### Студійні альбоми
- 1986: Don’t Touch The Light
- 1987: Fireworks
- 1989: Point Blank
- 1991: Knock Out
- 1996: Feels Like Comin' Home
- 1996: Freudenfeuer (Версія Feels Like Comin' Home німецькою)
- 1998: Rebel Soul
- 1999: Fuel To The Flames
- 2001: Strike Ten
- 2003: Free
- 2006: Double X
- 2008: The Räuber
- 2011: Branded
- 2013: Schanzerherz

#### Компіляції
- 1997: Hot & Slow (The Best Of The Ballads)
- 2000: Who’s Foolin' Who (Greatest Hits)
- 2001: 29 Golden Bullets
- 2004: The Early Days Parts 1 — 5
- 2009: You Make Me Feel — The Ballads

#### Концертні альбоми
- 1993: Live…The Best
- 2002: Live Over Europe
- 2005: One Acoustic Night
- 2007: Double Vision
- 2011: Fireworks... Still Alive
- 2013: Live in Wacken

#### Сингли
- 1986: You Make Me Feel (taken from album Don't Touch The Light)
- 1987: S.D.I. (Don't Touch The Light)
- 1987: Give It A Try (Fire Works album)
- 1987: Sweet Obsession (Fire Works)
- 1987: Sleeping All Alone (Fire Works)
- 1989: Hard On Me (Point Blank album)
- 1989: Sword and Stone (previously unreleased)
- 1990: Who's Foolin' Who (Point Blank)
- 1991: The Stroke (Knock Out Album)
- 1991: Rivers Of Glory (Knock Out)
- 1996: Feels Like Comin' Home (Feels Like Comin' Home album)
- 1996: I'd Love You To Want Me (Feels Like Comin' Home)
- 1997: Back To You (Feels Like Comin' Home)
- 1997: The First Cut Is The Deepest (Rebel Soul album)
- 1997: Stern Des Sudens (previously unreleased)
- 1998: Because It’s Christmas Time (previously unreleased)
- 1998: Hearts Bleed Their Own Blood (Rebel Soul)
- 1999: Goodnight Amanda (Fuel To The Flames album)
- 2001: I Need You (Strike Ten album)
- 2003: Tell Me What U Know (previously unreleased)
- 2004: Schanzer Herz (previously unreleased)
- 2006: Friends (Strike Ten)
- 2008: Let Me Be Your Water (The Räuber album)
- 2010: Deutsche Nationalhymne (previously unreleased)
- 2012: Cry for Help EP

#### VHS/DVD
- 1993: The Best (VHS)
- 2001: Golden Bullets (DVD)
- 2005: One Acoustic Night (Double DVD)
- 2007: Double Vision (DVD)
- 2008: The Räuber — Live (Double DVD)

### Lessmann/Ziller
- 1993: Glaub Dran EP
- 1993: Wach Auf (single)
- 1994: Charlie & Louise (single)
- 1994: Für Dich (single)

### Ex-Bonfire
- 1995: Die Antwort Weiß Der Wind (single)

## Склад
- Claus Lessmann — вокал (1978 — вересень 1992, з 1996)
- Chris Limburg — гітара, (з 2002)
- Uwe Kohler (ex- Black Tears, Paradise Leaf, Big Apple, Lipstikk, Blitzkrieg, British Steel) — бас (з 1997)
- Hans Ziller — гітара (1972—1989, з 1996)
- Harry Reischmann — перкусія (з березня 2012)

## Колишні учасники
- Karl Ziller — гітара (1972—1980)
- Hanns Schmidt-Theissen — гітара (? — 1980)
- Hans Hauptmann — бас (? — 1982)
- Robert Prskalowitz — бас (1982—1985)
- Hans Forstner — перкусія (? — 1985)
- Horst Maier-Thorn — гітара (? — червень 1988)
- Michael Bormann (ex-Jaded Heart)- вокал, (березень 1993 — червень 1994)
- Joerg Deisinger (ex-Rascal, Dynasty) — бас (травень 1985 — червень 1994)
- Angel Schleifer (ex-Doc Savage, Red Alert, Sinner, Mad Max, Pretty Maids, Helter Skelter) — гітара (червень 1988 — червень 1994)
- Edgar Patrik (ex- Sinner, Samson, Tyran Pace) — перкусія (листопад 1987 — червень 1994)
- Chris Lausmann (ex-Affair, Frontline)- гітара, клавішні (1997—2002)
- Ken Mary (и Fifth Angel) — сесійні ударні на Fire Works
- Jϋrgen 'Bam-Bam' Wiehler (ex- Backdoor Affair, Heaven Sent, Chain Reaction, Loud & Proud, EZ Livin’, Parish Garden, Wet Paint и 88 Crash) — перкусія (5 травня 1997 — 15 січня 2009)
- Dominik Huelshorst (1986–1987; 1995; 15 січня 2009 — березень 2012)